# Такато Наохіса
Наохіса Такато (яп. 高藤直寿, нар. 30 травня 1993) — японський дзюдоїст, олімпійський чемпіон та медаліст, чотириразовий чемпіон світу, призер чемпіонату світу.

## Виступи на Олімпіадах
| Олімпіада  | Дисципліна | Місце |
| ---------- | ---------- | ----- |
| Ріо 2016   | До 60 кг   | 3     |
| Токіо 2020 | До 60 кг   | 1     |